# Öyle Bir Geçer Zaman ki
Öyle Bir Geçer Zaman ki est une série télévisée dramatique turque en 120 épisodes de 100 minutes réalisée par Zeynep Günay Tan, et diffusée du 14 septembre 2010 au 18 juin 2013 sur Kanal D.
Dans le monde arabe, la série est diffusée simultanément sur MBC4. Elle est inédite dans tous les pays francophones.

## Synopsis
Les événements se déroulent en 1967, durant la grande crise politique en Turquie où se présentent de nombreux événements affectant le pays. Ali Akarsu, un capitaine de haute mer, se déplace fréquemment pour de longues périodes loin de sa femme Cemile et de ses enfants Berrin, Mete, Aylin et Osman. Durant son déplacement aux États-Unis, il rencontre une femme nommée Caroline, qui le manipule et le rend fou amoureux d'elle afin de le contrôler et de le faire renoncer à sa famille. C'est le début d'une grande histoire et d'une multiplication instantanée de conflits. Tout au long de la série, Cemile lutte par tous ses moyens pour protéger ses enfants.

## Distribution
- Ayça Bingöl (tr) : Cemile Akarsu
- Yıldız Çağrı Atiksoy (tr) : Berrin Akarsu
- Aras Bulut İynemli : Mete Akarsu
- Mete Horozoğlu (tr) : Soner Talasoglu
- Wilma Elles (tr) : Caroline Enke-Akarsu
- Mine Tugay (tr) : Bahar (82 épisodes, 2011-2013)
- Erkan Petekkaya (tr) : Ali Akarsu (79 épisodes, 2010-2012)
- Farah Zeynep Abdullah (tr) : Aylin Akarsu (79 épisodes, 2010-2012)
- Emir Berke Zincidi (tr) : Osman Akarsu (79 épisodes, 2010-2012)
- Ceren Reis : Deniz Talasoglu (41 épisodes, 2012-2013)
- Meral Çetinkaya (tr) : Hasefe Akarsu (38 épisodes, 2010-2011)
- Mehmet Gürhan (tr) : Kemal Akarsu (38 épisodes, 2010-2011)
- Taner Birsel (tr) : Adult Osman Akarsu (38 épisodes, 2010-2011)
- Tolga Güleç (tr) : Ahmet Taser (38 épisodes, 2010-2011)
- Salih Bademci (tr) : Hakan Tatlioglu (38 épisodes, 2010-2011)
- Dila Akbas : Ayten (38 épisodes, 2010-2011)
- Zeyno Eracar : Neriman Akarsu (28 épisodes, 2010-2011)
- Nilperi Şahinkaya (tr) : Mesude Akarsu (28 épisodes, 2010-2011)
- Sercan Badur : Necati (28 épisodes, 2010-2011)
- Orhan Alkaya (tr) : Balikci (24 épisodes, 2010-2011)
- Osman Dis Ses : (24 épisodes, 2010-2011)
- Ferit Kaya (tr) : Resul (24 épisodes, 2010-2011)
- Yeliz Kuvancı (tr) : Inci (24 épisodes, 2010-2011)
- Renan Bilek (tr) : Süleyman (23 épisodes, 2011)
- Osman Karagöz : Murat Talasoglu (23 épisodes, 2011)
- Simay Tuna : Meral (14 épisodes, 2010-2011)
- Fayad Burak : Kerim (11 épisodes, 2011)

## Acteurs principaux
- Cemile : C'était l’épouse d'Ali durant la première saison. Elle est la mère de Berrin, Mete, Aylin et Osman. Elle a toujours été mère au foyer, très protectrice, mère poule et fidèle à son mari. Elle évolue émotionnellement, physiquement et professionnellement. Elle devient propriétaire de sa propre entreprise de tricot. Elle épouse Arif dans la troisième saison.

- Mete : Le troisième fils de la famille. Mete avait 17 ans lors de la première saison.Il déteste son père car ils n'ont jamais su s'entendre. De nature violent et très affecté par sa psychologie,il se lance dans la musique grâce à sa professeur de musique Inci qui a réussi à le changer.Il est tombé amoureux de sa professeur,ce qui a causé le renvoi de Mete et le transfert d'Inci vers une autre école. Mais tous les deux ont pu revenir. Vers la fin de la saison 1, Inci tombe malade,d'un cancer qui s'est vite accéléré et lui avoue ses sentiments à Mete.Elle meurt dans le dernier épisode et laisse à Mete une dernière lettre d'adieu. Il a décidé de créer un groupe de musique avec ses amis du lycée en secondaire. Il est tombé amoureux de Nihal, une serveuse à son lieu de travail, mais cela se finit mal. Il devient le propriétaire d'un magasin de disques. Il devient l'homme de la maison après la mort de son père. Il se fait durement torturer en prison en 1980 après l'implication de son frère Osman dans un assassinat où il se dénonce à sa place. Il va essayer de s'échapper deux fois en prison, il échoue la première fois mais la deuxième fois il s'échappe mais un homme nommée Tugrul va le traumatiser en se souvenant plus de rien. Il va capturer Tugrul jusqu'à ce que la police arrive lors de l'avant dernier et dernier épisode sa mère et Arif lui demandent de ne pas le tuer, il va changer d'avis et va le laisser rentrer chez lui. Mais en provoquant Mete, Tugrul est tué par une fille qui a été entrainé dans la même situation que Mete. Il devient fou amoureux de Ayça avec qui il va finir sa vie.

- Aylin : la seconde fille de la famille a 17 ans comme son frère Mete. Durant la première saison, elle épouse Murat, le frère de Soner, donc elle est amoureuse contre un contrat de mariage. Les années passent, Soner est partie vivre à Londres mais Aylin est accidentellement blessée par son mari et Soner va revenir. Ils passent quelques jours ensemble mais Murat va les voir et quitter la maison Soner devient fou et Aylin part de la maison. Après quelque temps, elle se remet avec Soner jusqu'à que Murat se suicide le jour de leur mariage. Elle tombe dans les escaliers et les médecins la préviennent en lui disant qu'elle risquait de mourir durant l'accouchement. Elle met au monde une fille, nommée Deniz et meurt.

- Osman : Il est le dernier de la famille, il n'est qu'un petit enfant lors des deux premières saisons il a toujours été proche de son père. Il adorait jouer au foot lors des deux premières saisons devant ses deux maisons. Lors de la saison 3, il se bagarre souvent avec son frère car Mete ne veut pas qu'il sorte la nuit jouer avec Aydin car il pense qu'il a une mauvaise influence sur lui, ce même Aydin va mourir très tôt le père de Aydin trouve un collier qui appartient à Mithat, (celui qui a tué Aydin). Dans un épisode, il se bagarre avec son frère dans sa chambre car Osman voulait sortir pour aller tuer Mithat. Après que son arme lui glisse. Il la prend et dit à son frère de le laisser le tuer car il tirerait sur lui. Après qu'il est parti il n'ose pas tuer Mithat et s'enfuit. Le père de Aydin le tue ensuite. Ayca accuse Osman de l'avoir tuer car Osman était revenu à l'endroit où il était parti. Son frère se dénonce à sa place pour le protéger. Osman ne va pas en prison mais arrête d'étudier car il a peur de se faire tuer. Il se marie avec Ayca car Ayca voulait quitter sa famille qu'il la frappait ils se rendent compte qu'il ne s'aiment pas et décident de divorcer. Osman reste à la maison et prend la boutique de Arif car celui-ci était aussi en prison.